# Кампоформийски мирен договор
Кампо-Формийският мирен договор е мирен договор между Франция и Австрия, с който завършва първият етап на Революционните войни. Подписан е на 18 октомври 1797 г. в Пасериано, близо до село Кампо Формио (на италиански: Campo Formio) (Италия), от страна на Френската република – генерал Наполеон Бонапарт, от страна на Австрийската монархия – граф Кобенцл. С договора Френската република приключва успешно войната срещу Австрия и последната напуска Първата антифренска коалиция.

## Условия
Според договора на Френската република се признават нейните „естествени граници“: Рейн, Алпите, Средиземно море, Пиренеите, Атлантическия океан. По силата на договора е създадена васална на Франция дъщерна Цизалпийска република, включваща Ломбардия, херцогствата Реджио, Модена, Мирандола, три легатства – Болонско, Ферарско и Романско, Валтелина и част от венецианските владения на десния бряг на Адидже – Бергамо, Бреша, Кремона и Полезина. Австрия също признава Лигурийската република. Йонийските острови преминават към Франция.
Австрия също отстъпва на Франция Австрийска Нидерландия и другите територии на Свещената Римска империя на левия бряг на река Рейн. Според тайна разпоредба в договора, Австрия се задължава да съдейства на Франция в затвърждаването ѝ на териториите на левия бряг на река Рейн на Раштаттския конгрес (1797 – 1799). Договорено е предаването на важния плацдарм Майнц на френските войски по военна конвенция, която ще бъде подписана в Раштат, където ще се срещнат френски пълномощник и граф Кобенцл. Всички владетели, лишени от владения на левия бряг на река Рейн, трябва да получат обезщетения на десния бряг от земите, отнемани от църквата чрез секуларизация. Договорът за окончателния европейски мир трябва да бъде обсъден в Раштат.
Австрия като компенсация получава град Венеция и венецианската област на левия бряг на Адидже, а също така владенията на Венецианската република в Истрия и Далмация. С това населението на Хабсбургската монархия се увеличава с повече от 2 милиона души.
Херцогът на Модена Ерколе III, от когото са отнети владенията в Италия, получава херцогствата Брайсгау и Ортенау в Южна Германия.

## Последици
На 7 декември 1797 г. Наполеон Бонапарт пристига в Париж, а на 10 декември е триумфално посрещнат от пълния състав на Директорията в Люксембургския дворец. Пред двореца е посрещнат с овации от огромно множество, приветстван с възгласи и аплодисменти.
Договорът проправя пътя на Франция към хегемония в Италия и осигурява създаване на френски плацдарми в Албания и на Йонийските острови. На победената Австрия договорът дава глътка въздух за подготовка за борба срещу Френската република в нова, втора коалиция от европейски държави.